# تقييم حسن النية
تقييم حسن النية في الاقتصاد (بالإنجليزية: Good Faith Estimate GFE) في الولايات المتحدة الأمريكية يعطي المصرف أو المؤسسة المالية تقييم حسن النية للمقترض المتعاقد على رهن في عقد شراء عقار. وتوجب قوانين الولايات المتحدة الأمريكية أن يقوم المصرف بتقديم كشف تفصيلي عن رسوم التنشيط والمصروفات الأخرى المتعلقة بإعطاء القرض، كما يلتزم المصرف أو المؤسسة المالية المعطية للقرض أن تقدم تقييم حسن النية إلى الشخص المتعاقد على القرض خلال ثلاثة أيام (ثلاثة أيام عمل رسمية) من بعد تقديمه لطلب القرض.
وتغطي رسوم الرهن هذه - وتسمي أحيانا مصروفات الإبرام أو مصروفات الإغلاق - جميع الكلفة المتعلقة بقرض شراء العقار، بما فيها التأمين والضريبة وغيرها.
وتوجد نماذج خاصة لتقييم حسن النية، تتيح للمقترض فرصة مقارنة عروض مختلفة للقرض من مختلف المصارف وسماسرة الاقتراض.
ويجب ملاحظة أن تقييم حسن النية ما هو إلا تقييم ابتدائي، وقد تختلف مصروفات الإغلاق عنها - بل قد تحتلف تماما عنها.

## اقرأ أيضا
- معدل الفائدة الإسمية
- معدل الفائدة الفعلية
- مردود الاستثمار
- الحد الأدنى للعائد
- مركز مربح
- مركز تكلفة
- مركز استثماري
- نظارة الحسابات
- تخصيص الأموال
- حجم الأعمال (اقتصاد)